# (524522) Zoozve
(524522) Zoozve es un asteroide descubierto el 11 de noviembre de 2002. Su atributo principal, que lo ha hecho relativamente famoso, radica en sus peculiares órbitas que lo califican como un cuasisatélite temporal del planeta Venus.
Se piensa que llegó al lugar que ocupa actualmente, hace 7000 años, luego de un encuentro cercano con nuestro mundo. Actualmente orbita alrededor de nuestro Sol de forma tal que cuando está más cerca del astro yace dentro de la órbita de Mercurio, y cuando está más lejos alcanza la de la Tierra.
Se ha determinado el tamaño aproximado, en 200 m de diámetro, basados en la magnitud absoluta y determinaron que rota cada 13,5 h. La amplitud de la fluctuación de la curva de luz podría implicar que en realidad es un objeto binario en contacto, dos pedazos de material orbitando alrededor de un centro de masas en contacto uno con el otro.

## Descubrimiento, órbita y propiedades físicas
Fue descubierto el 11 de noviembre de 2002 en el Observatorio Lowell. Hasta febrero de 2013, 2002 VE68 ha sido observado telescópicamente 457 veces con un período de datos de 2,947 días, y ha sido objeto de observaciones Doppler en cinco ocasiones; por lo tanto, su órbita está muy bien determinada. Su semi-eje mayor de 0.7237 UA es muy similar al de Venus, pero su excentricidad es relativamente grande (0.4104), y su inclinación orbital también es significativa (9.0060°). El espectro de 2002 VE68 sugiere que es un asteroide tipo X y, por lo tanto, se debe asumir un albedo de aproximadamente 0.25. Se calcula que el cuerpo mide 236 metros de diámetro. Su período de rotación es de 13.5 horas, y su curva de luz tiene una amplitud de 0.9 mag, lo que sugiere un cuerpo muy alargado, quizás un binario de contacto.

## Estado dinámico de cuasisatélite y evolución orbital
La existencia de satélites retrógrados o cuasisatélite fue considerada por primera vez por J. Jackson en 1913, pero nunca se habían confirmado hasta el año 2002, cuando se produjo el descubrimiento de 2002 VE68. Fue el primer cuasisatélite en ser descubierto, aunque no se reconoció de inmediato como tal. 2002 VE68 fue identificado como un cuasisatélite de Venus por Seppo Mikkola, Ramon Brasser, Paul A. Wiegert y Kimmo Innanen en 2004, dos años después del descubrimiento real del objeto Desde el punto de vista de un observador ficticio que se desplaza junto con Venus, el objeto da la impresión de moverse alrededor del planeta a lo largo de un año venusiano. Sin embargo, no orbita a Venus sino al Sol como cualquier otro asteroide. Como cuasisatélite, este cuerpo menor está atrapado en una resonancia de movimiento medio de 1:1 con Venus, es decir, que se toman el mismo tiempo en dar la vuelta al Sol. Además de ser un coorbital de Venus, este asteroide también cruza la órbita de Mercurio y la Tierra. 2002 VE68 exhibe un comportamiento resonante (o casi resonante) con Mercurio, Venus y la Tierra. Parece haber sido coorbital con Venus solo en los últimos 7000 años, y está destinado a ser expulsado de este arreglo orbital en aproximadamente 500 años. Durante este tiempo, su distancia a Venus ha sido y seguirá siendo mayor que aproximadamente 0.2 UA.

## Observaciones previas de Neith (la luna de Venus)
En 1645 el astrónomo italiano Francesco Fontana afirmó haber descubierto un satélite alrededor de Venus, su anuncio no tuvo ningún eco o repercusión. En 1672 Giovanni Cassini creyó localizar también un satélite de Venus. Al no estar seguro de su observación dejó pasar el acontecimiento, pero en 1686, tras volver a observarlo, hizo público su descubrimiento.
En 1740 el astrónomo inglés James Short observó de nuevo el satélite, seguido en 1759 por Andreas Mayer y en 1761 por Joseph Louis Lagrange así como otros 5 observadores (en el mismo año de 1761). Especialmente interesantes fueron las observaciones de Scheuten el 6 de junio de 1761: vio a Venus en tránsito sobre el disco solar, siendo acompañado por un punto oscuro más pequeño a un lado, siguiendo su tránsito. No obstante Samuel Dunn, en Chelsea, Inglaterra, que también observó el tránsito, afirmó no haber visto el citado punto acompañando al planeta.
Ya en 1766 se producen las primeras voces críticas ante tan huidizo satélite: el director del observatorio de Viena publicó un tratado en el que declaraba que todas esas informaciones se tenían que deber sin duda a ilusiones ópticas provocadas por la luminosidad de Venus.
En 1768 Christian Horrebow observó de nuevo el satélite, en Copenhague, tras lo que se produjeron varias búsquedas del mismo, incluyendo una realizada por William Herschel. Todos fallaron en el intento de encontrar el satélite.
En 1884, el exdirector del Real Observatorio de Bruselas, M. Hozeau, sugiere que el satélite se muestra cercano a Venus cada 1.080 días no porque esté orbitando alrededor de Venus, sino porque es en realidad un planeta independiente que orbita alrededor del Sol una vez cada 283 días lo que lo colocaba en conjunción con Venus cada 1.080 días. Hozeau lo bautiza con el nombre de la diosa egipcia Neith.
La Academia Belga de Ciencias publica en 1887 un estudio en el que se refuta la existencia de Neith y del satélite de Venus, demostrando que todos los registros realizados hasta la fecha eran de estrellas cercanas ópticamente a Venus.
La última observación de la teórica luna se produjo el 13 de agosto de 1892, cuando Edward Emerson Barnard registró un objeto de magnitud 7 cerca de Venus. No existe una estrella en la posición registrada por Barnard, pero desde aquel entonces la tesis de Neith dejó de tener credibilidad científica.
La resonancia 1:1 de 2002 VE68 con respecto a Venus podría ser la respuesta al enigma del ficticio Neith, el cuasisatélite 2002 VE68 podría tratarse de Neith.

## Propuesta de nombre
El 26 de enero de 2024, Radiolab emitió un episodio sobre el asteroide, que el coanfitrión Latif Nasser notó por primera vez en un póster del sistema solar en la habitación de su hijo. En dicho póster, se le llamaba Zoozve, derivado de la incorrecta lectura de 2002VE por parte del artista que lo había realizado. Esto llevó a una propuesta para nombrar oficialmente al asteroide como "Zoozve", a fin de reivindicar el error del ilustrador del póster. Esto fue popularizado en la red social X.